# Syllepte cantonialis
Syllepte cantonialis là một loài bướm đêm trong họ Crambidae.